# Gordon Rugby

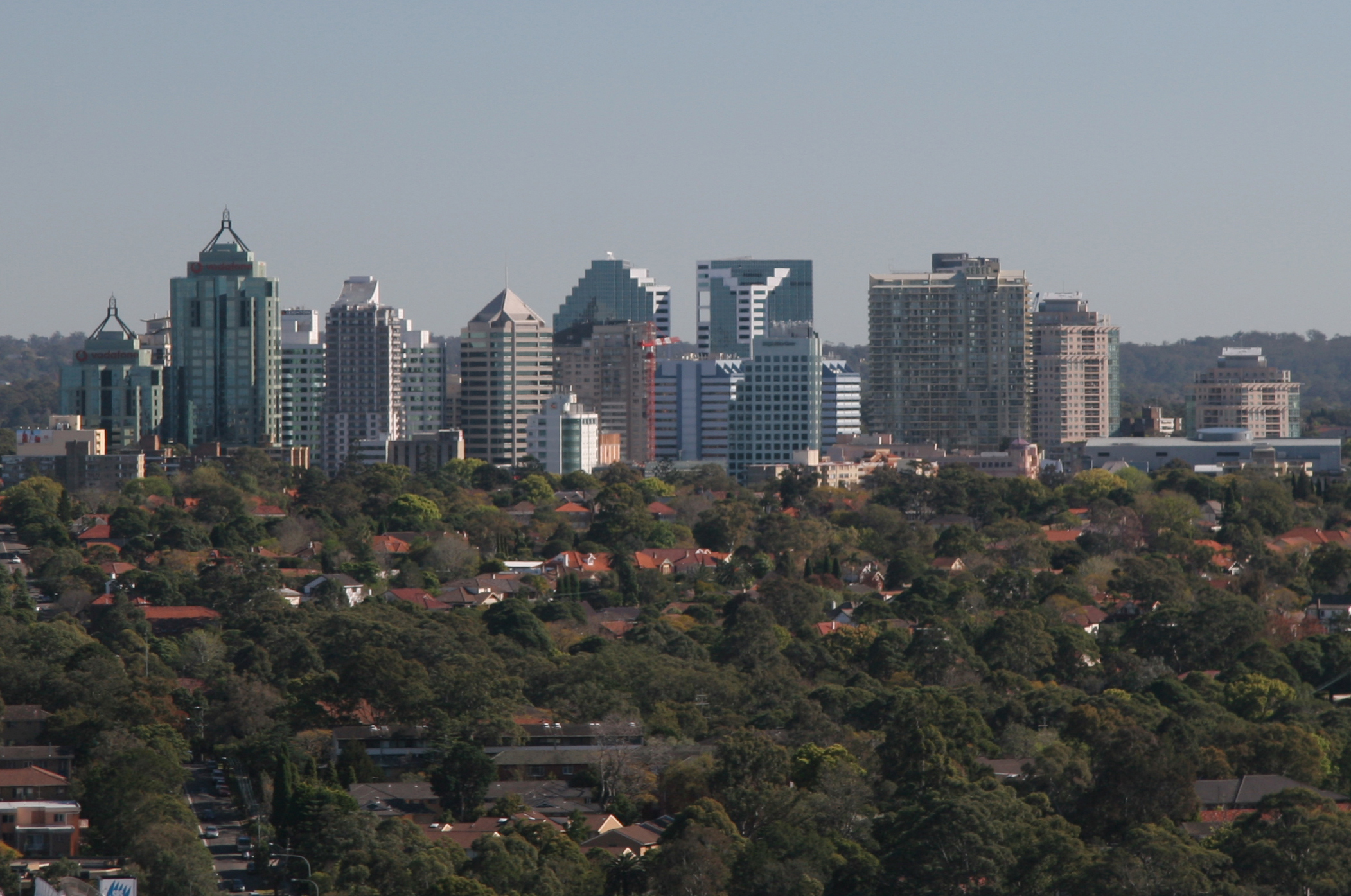
Chatswood, sede del club.

Gordon Rugby Football Club es un club de rugby australiano, ubicado de la costa norte de Sídney. El club, que es llamado Highlanders, juega en el estadio del suburbio de Chatswood, el Chatswood Oval y compite en la Unión de Rugby de Nueva Gales del Sur (New South Wales Rugby Union), que también es llamada NSWRU.

## Historia
El equipo original fue fundado en 1927 en la costa norte de Sídney. El club fue disuelto en 1930 y al año siguiente, muchos de sus jugadores fueron transferidos a la recién formada Roseville Junior Rugby Union Football Club, cuyo estadio era el Chatswood Oval. En la temporada de 1935, el club ganó el Metropolitan Junior Club Championship y la Copa Kentwell, y en su segundo año, la Copa Bourke.
Tras el éxito del club fue admitido en la Grade Competition y en el mismo año cambió su nombre por el de Gordon District Rugby Union Football Club.
En 1949, el club adoptó una nueva camiseta que incorporó los famosos cuadros escoceses, además de su canción A Gordon For Me, haciendo hincapié en la fuerte influencia escocesa en el club.

## Canción
La canción del club, al igual que muchas características del equipo están fuertemente influenciadas con la cultura escocesa. La canción contiene la melodía de la canción popular escocesa del mismo nombre.
A Gordon for Me
I’m Georgie McHugh of the Gordon RUI’m fond of a lassie and drappie or twoOne day when out walking I chanced to seeA bonnie wee lass wi’ a glint in her ee.
Says I to the lassie will ye walk for a whileI’ll buy ye a bonnet and we’ll do it in style,My kilt is the tartan of the Gordon RUShe looked at me shyly and said, Is that true?
Coro
A Gordon for me, a Gordon for meIf you’re not a Gordon you’re no use to me,The Eastwoods are braw, the Randwicks an a’But the cocky wee Gordon’s the pride of them all.
I courted that girl on the Banks of the DeeAnd made up my mind she was fashioned for me,And soon I was thinking how nice it would beIf she would consent to get married to me.
The day we were wed the grass was so green,The sun was as bright as the light in her een,Now we’ve two bonnie lassies who sit on her kneeWhile she sings the song that she once sang to me.
Coro
A Gordon for me, a Gordon for meIf you’re not a Gordon you’re no use to me,The Eastwoods are braw, the Randwicks an a’But the cocky wee Gordon’s the pride of them all.